# Élisabeth Collot
Élisabeth Marie Louise Collot (Andelot-Blancheville, 21 juni 1903 – Échirolles, 4 september 2016) was een Franse supereeuwelinge.
Collot werd geboren als Élisabeth Benoist in 1903. In 1925 huwde ze met Paul Collot. Samen kregen ze zes kinderen. Collot woonde anno 2016 in Échirolles bij haar zoon. Na de dood van de ruim 114-jarige Eudoxie Baboul uit Frans-Guyana op 1 juli 2016 werd zij de oudste Française. Ze was sinds 6 februari van datzelfde jaar al de oudste levende persoon in Frankrijk geworden na het overlijden van de bijna 113-jarige Therèse Ladigue.
Élisabeth Collot overleed op ruim 113-jarige leeftijd.